# Діти Бога (роман)
Діти Бога (англ. Children of God) — роман з циклу роману-епопеї "Горобець" американської письменниці Мері Доріа Расселл. В романі розповідається про контакти землян з іншою цивілізацією та спроби вирішити проблеми людства за межами власної планети.

## Історія створення
Роман написаний в 1998 році, як продовження роману "Горобець" (1996 р.) і  водночас складова однойменного роману-епопеї "Горобець".

### Назва
У "Передмові" акцентовано на рішучості вчених-єзуїтів, які не вперше виходили на контакт з чужою цивілізацією. Вони летіли на планету Ракхат, щоб пізнати її мешканців і полюбити "інших дітей Бога". Тож Діти Бога -  і земляни, і жителі планети Ракхат.

### Композиція роману
Роман починається подіями в Римі в 2019 році.

## Сюжетна лінія
На планету Ракхат системи Альфа Центавра відправлена перша експедиція землян. Спонсором польоту у світ загадкової древньої цивілізації є Ватикан. На зорельоті знаходяться чотири місіонери-єзуїти, лікар, інженер і астроном. На далекій планеті герої потрапляють і в полону, і в рабство. Із усіх членів експедиції на Землю повернувся лише молодий єзуїт Еміліо Сандос. Він прагне бути якнайдалі від ворожої планети. Та цьому протистоїть генерал єзуїтів, який намагається повернути Еміліо на Рахкат.

## Номінації на нагороди
У 1999 році роман номінований на американську «Премію за досягнення в області наукової фантастики» (The Science Fiction Achievement Award), «Премію «Х'юго» (Hugo Award) на честь Х'юго Гернсбека (Hugo Gernsback), якого називають батьком журнальної наукової фантастики.
У 2000 р. номінований на премію Британської Асоціації Наукової Фантастики / British Science Fiction Association Award.
У 2001 році номінований на отримання польської премії «SFinks» (Nagroda SFinks) — нагороди читачів щоквартальника  «SFinks» і кліентів книжкового магазину «Verbum 2» за літературну творчість в області наукової фантастики.